# Cosmocampus arctus
Cosmocampus arctus är en fiskart som först beskrevs av Oliver Peebles Jenkins och Barton Warren Evermann 1889.  Cosmocampus arctus ingår i släktet Cosmocampus och familjen kantnålsfiskar. IUCN kategoriserar arten globalt som livskraftig.

## Underarter
Arten delas in i följande underarter:
- C. a. coccineus
- C. a. arctus